# Der Prozeß (Gogol)
Der Prozeß  (russisch Тяжба, Tjaschba) ist eine Komödie  des russischen Schriftstellers Nikolai Gogol, die vermutlich im Zeitraum 1832–1836 entstand, 1842 publiziert wurde und am 27. September 1844 in St. Petersburg mit Michail Schtschepkin als Burdjukow und Alexander Jewstafjewitsch Martynow als Proljotow uraufgeführt wurde.
Wenn Alexander Proljotow, Obersekretär im Senat des Gerichts, in das Blatt Nordische Biene schaut, muss er sich jedes Mal ärgern. So auch diesmal. Pawel Burdjukow, dieser Schmiergeldnehmer, der zum wiederholten Male vor den Schranken des Gerichts gestanden hat, wurde befördert. Angeekelt legt Alexander Proljotow die Zeitung beiseite. Da wird ihm der Besuch Burdjukows gemeldet. Aber es tritt nicht Pawel ein, sondern dessen vierschrötiger Bruder Christofor aus Tambow. Christofor wurde von seinem Bruder um die Erbschaft betrogen.
Es ist Alexander Proljotow ein Vergnügen, Christofor in der Erbschaftsstreitigkeit zu vertreten.

## Verwendete Ausgabe
- Der Prozeß. Deutsch von Johannes von Guenther. S. 286–295 in Johannes von Guenther (Hrsg.): Nikolai Gogol: Gesammelte Werke. Band V.  Aufbau-Verlag, Berlin 1952